# Paris Bennett
Paris Bennett, née le 21 août 1988 à Rockford, Illinois, aux États-Unis, est une chanteuse américaine, issue de la cinquième saison du télécrochet American Idol.

## Discographie

### Albums
| Année | Détails                        | Classement | Classement | Classement | Classement | Certifications (sales threshold) |
| Année | Détails                        | US         | US R&B     | US Heat    | US Indie   | Certifications (sales threshold) |
| ----- | ------------------------------ | ---------- | ---------- | ---------- | ---------- | -------------------------------- |
| 2007  | Princess P - Format: CD        | 133        | 47         | 1          | 15         | - US sales: 22,500               |
| 2008  | A Royal Christmas - Format: CD | —          | —          | —          | —          |                                  |

### Singles
| Année | Chanson                     | US Pop | Album                           |
| ----- | --------------------------- | ------ | ------------------------------- |
| 2006  | "Midnight Train to Georgia" | 52     | American Idol Season 5: Encores |
| 2007  | "Ordinary Love"             | -      | Princess P                      |
| 2007  | "Duet" (featuring J. Isaac) | -      | Princess P                      |
| 2008  | "My Boyfriend's Back"       | -      | Princess P                      |